# Sirannon
De Sirannon (Nederlands: Poortstroom, Engels: Gate stream) is een fictieve rivier in J.R.R. Tolkiens wereld Midden-aarde.
De rivier ontspringt in de Nevelbergen bij de Westpoort van Moria en stroomt vanaf het meer voor deze poort in westelijke richting tot bij de hoofdstad van Eregion, Ost-in-Edhil, waar de hij in de Glanduin stroomt.
Adorn · Anduin (de Grote Rivier) · Angren (Isen) · Baranduin (Brandewijn) · Betoverde Rivier · Bruinen (Luidwater) · Carnen (Roodwater) · Celduin (Running) · Celebrant (Zilverlei) · Celos · Ciril · Deemril · Dieptestroom · Erui · Gilrain · Glanduin (Grensrivier) · Glanhir (Meringstroom) · Gwathló (Grauwel) · Harnen (Zuiderrivier) · Lefnui · Lhûn (Lune) · Limlicht · Mitheithel (Grijsvloed) · Morgulduin · Morthond · Nimrodel · Ninglor (Lis) · Onodló (Entwas) · Poros · Rhimdath · Ringló · Serni · Sirith · Sirannon (Poortstroom) · Sneeuwborn · Het Water · Wilgewinde · Woudrivier